# Eclipse lunar de 27 de setembro de 1996
| Eclipse Lunar Total 27 de setembro de 1996 | Eclipse Lunar Total 27 de setembro de 1996 |
| --- | ------------------------------------------ |
| A Lua cruza a metade norte do cone de sombra da Terra, de oeste para leste (da direita para a esquerda), com o disco lunar mais avermelhado e escuro no centro-sul, região mais próxima do centro da sombra terrestre. |                                            |
| Gamma | +0,3426                                    |
| Saros (e membro) | 127 (41 de 72)                             |
| Sequência de eclipses lunares |                                            |
| Anterior | 4 de abril de 1996                         |
| Próximo | 24 de março de 1997                        |
| Duração (hr:mn:sc) |                                            |
| Total | 1:09:12                                    |
| Parcial | 3:23:17                                    |
| Penumbral | 5:20:52                                    |
| Fases e Horários do Eclipse (UTC) |                                            |
| P1 | 0:13:59                                    |
| U1 | 1:12:43                                    |
| U2 | 2:19:46                                    |
| Máximo | 2:54:22                                    |
| U3 | 3:28:57                                    |
| U4 | 4:35:59                                    |
| P4 | 5:34:51                                    |

O eclipse lunar de 27 de setembro de 1996 foi um eclipse total, o segundo e último de dois eclipses totais do ano. Teve magnitude umbral de 1,2395 e penumbral de 2,2188. Sua totalidade teve duração de cerca de 69 minutos.
A Lua cruzou dentro da região norte da sombra da Terra, em nodo descendente, dentro da constelação de Peixes, próximo da constelação de Baleia.
Durante a totalidade, o disco lunar cruzou dentro da metade norte do cone de sombra da Terra, deixando sua superfície mais avermelhada e escura, e mais escuro no centro-sul, parte voltada para o centro da região da umbra. Os eclipses totais são popularmente conhecidos como Lua de Sangue ou Lua Vermelha.
No Brasil, sua visibilidade no céu e localização geográfica se repetiu 19 anos depois, no Eclipse Total de 28 de setembro de 2015, os quais ambos foram visíveis do início ao fim próximo à meia-noite, e com epicentro do eclipse no litoral do Estado do Maranhão, na Região Nordeste.

## Série Saros
Eclipse pertencente ao ciclo lunar Saros de série 127, sendo de número 41, num total de 72 eclipses da série. O último eclipse da série foi o eclipse total de 16 de setembro de 1978, e o próximo será com o eclipse total de 8 de outubro de 2014.

## Visibilidade
Foi visível nas Américas, Atlântico, Europa, África, centro-leste do Pacífico e no oeste da Ásia.
| Região do planeta onde o eclipse foi visível durante o máximo da totalidade - 2:54 UTC. A região do litoral do Maranhão, no Nordeste brasileiro, América do Sul, obteve a melhor observação do meio do eclipse, de onde foi visível à meia-noite. |
| Mapa de visibilidade do eclipse |